# Harrysmithia
Harrysmithia là chi thực vật có hoa trong họ Apiaceae.